# The Playlist
 (octobre 2022).
Si vous disposez d'ouvrages ou d'articles de référence ou si vous connaissez des sites web de qualité traitant du thème abordé ici, merci de compléter l'article en donnant les références utiles à sa vérifiabilité et en les liant à la section « Notes et références ».
The Playlist est une mini-série télévisée créée par Christian Spurrier et réalisée par Per-Olav Sørensen et Hallgrim Haug pour le service de streaming Netflix.
La série est disponible depuis le 13 octobre 2022 sur Netflix.

## Synopsis
La série retrace le processus de création de l'entreprise Spotify par Daniel Ek, joué par Edvin Endre. Durant les cinq premiers épisodes, on y suit le parcours de six personnages ayant un rôle majeur dans l'entreprise.
Le sixième épisode est une véritable fiction puisqu'il imagine des évènements dans un avenir proche en 2024 et 2025 alors que la mini-série est diffusée pour la première fois en 2022.
On y voit ainsi une séance fictive d'une audience d'une commission du Sénat américain, qui doit déterminer le caractère monopolistique ou non de la société Spotify.

## Distribution
Sauf indication contraire, les informations mentionnées dans cette section peuvent être confirmées par la base de données cinématographiques IMDb,  présente dans la section « Liens externes ».

### Personnages principaux
- Edvin Endre : Daniel Ek
- Gizem Erdogan : Petra Hansson
- Christian Hillborg : Martin Lorentzon
- Ulf Stenberg : Per Sundin
- Severija Janusauskaite : Maxine
- Joel Lützow : Andreas Ehn
- Ella Rappich : Sophia Bendz
- Jonatan Bökman : Gunnar Kreitz
- Lucas Serby : Mattias Arrelid
- Janice Kavander : Bobbie
- Erik Norén : Niklas Ivarsson
- Rufus Glaser : Ludvig Strigeus
- Sofia Karemyr : Steffi
- Valter Skarsgård : Peter Sunde

### Personnages récurrents
- Fredrik Wagner : Mats Lundhom
- Sam Hazeldine : Ken Parks
- Patrick Baladi : Jim Anderson
- Hanna Ardéhn : Lisa
- Agnes Kittelsen : Ann
- Malin Barr : Aven
- Felice Jankell : Sofia
- Amy Deasismont : Nadia
- Selma Modéer Wiking : Dancer
- Sandra Redlaff : Esther
- Christoffer Willén : Carl
- Samuel Fröler : Pontén
- Tim Ahern : Senator Grayson West
- John Carew : Anton
- Lisette Pagler : Karin
- Reuben Sallmander : Tom Holgersson
- Pontus Olgrim : Barägaren
- Emma Suki
- Christian Arnold : Otto
- Dan Lilja : Mattias Mischke
- Magnus Af Sandeberg : Reporter
- Dionne Audain : Senator Madison Landy
- Johan Eriksson : Polis
- Tekle Baroti : Receptionist
- Christian Zea : Security Officer
- Renaida Braun : Ronda
- Nathalie Czarnecki : Tradedoubler receptionist
- Benjamin Löfquist : Fredrik Neij

## Fiche technique
Sauf indication contraire, les informations mentionnées dans cette section peuvent être confirmées par la base de données cinématographiques IMDb,  présente dans la section « Liens externes ».
- Titre original et français : The Playlist
- Création : Per-Olav Sørensen, d'après Spotify Untold l'oeuvre originale de Sven Carlsson et Jonas Leijonhufvud[2]
- Réalisation : Per-Olav Sørensen, Hallgrim Haug
- Scénario : Christian Spurrier
- Direction artistique : Lise Hillkirk Olimb
- Décors : Ieva Rojute, Liberta Misan
- Costumes : Mia Ögren
- Photographie : Jess Hall
- Montage : Zene Baker, Nona Khodai, Tim Roche et Michael A. Webber
- Musique : Kristian Eidnes Andersen
- Casting : Igor Sestric
- Production : Eiffel Mattsson, Pierre Stein Bonnet
  - Production exécutive : Berna Levin
- Société de production : Banijay Group, Yellow Bird
- Société de distribution : Netflix
- Pays d'origine :  Suède
- Langue originale : suédois
- Formats : couleur - son Dolby Digital
- Genres :
- Durée :
- Budget :
- Diffuseur : Netflix
- Sortie : 15 janvier 2021 - 5 mars 2021

## Production
L'idée d'une série sur le personnage de Daniel Ek, fondateur de la plateforme de streaming Spotify, a émergé dès 2019.

« L'histoire de la fondation de Spotify est un excellent exemple de la façon dont une histoire locale peut avoir un impact mondial. Il s'agit non seulement d'une histoire sur la façon dont nos vies ont changé au cours de la dernière décennie, mais aussi de la bataille pour l'influence culturelle et financière dans un monde globalisé et numérisé. »

Le tournage du film a débuté en juin 2021 et la post-production du film a, quant à elle, débuté en novembre de la même année.

### Tournage
Le tournage a eu lieu à Stockholm en Suède à partir du mois de juin 2021.

### Sortie
La série est diffusée à partir du 13 octobre 2022 sur Netflix.

## Liste des épisodes

### Saison 1
1. La Vision
2. L'Industrie
3. La Loi
4. Le Codeur
5. Le Partenaire
6. L'Artiste